# Santa Cruz (traghetto)
Santa Cruz è un traghetto appartenente alla compagnia di navigazione italiana Ferrymed s.r.l.

## Caratteristiche
La nave è mossa da due motori diesel Lindholmen-Pielstick 18PC2-5 in grado di portarla alla velocità massima di 21 nodi trasportando 1200 passeggeri e 450 automobili.
Nel 1993 la nave fu sottoposta a lavori di ammodernamento in Germania.
Nel 2000 fu dotata di controcarene laterali per migliorarne la stabilità.
Dopo la vendita a Moby Lines, i servizi a bordo consistono in circa 300 cabine passeggeri, sala poltrone, ristorante à la carte, ristorante self service, pizzeria, bar, pub, show lounge, negozio, alloggi per animali domestici, area giochi per bambini, sala video games, aria condizionata, stabilizzatori, Wi-Fi, totem per la ricarica telefonica e antenna satellitare.
Le sistemazioni disponibili sono: poltrone, cabina doppia interna senza oblò, cabina doppia esterna con oblò, cabina quadrupla interna senza oblò, cabina quadrupla esterna con oblò, junior suite quadrupla esterna con oblò, cabine per persone disabili e cabine per animali.
Da gennaio ad aprile 2010, presso i cantieri Palumbo, la nave subì molti lavori per adeguarsi alla flotta Moby: cabine (nuove o ristrutturate), ristorante, self service, area giochi, area video games, negozio, aree pubbliche, arredamento completo, impianto idraulico, impianto elettrico, nuovo portellone di poppa. Gli interni e gli esterni sono a tema Looney Tunes.
Nel 2016 i motori e le componentistiche sono state aggiornate da Wärtsilä.
Da giugno 2021 non reca più il logo Moby sulle fiancate. Torna da inizio maggio 2024.
Da settembre 2024 viene rimossa completamente la livrea Moby, in vista del passaggio al nuovo armatore.

## Servizio
Varata nel 1978 con il nome di Dana Anglia agli Aalborg Væerft per conto della DFDS Seaways, fu immessa sul collegamento tra Esbjerg e Harwich, rimanendovi con qualche interruzione fino al 2002. Rinominata Duke of Scandinavia durante il 2002, venne introdotta su una linea tra Copenaghen, Danzica e Trelleborg, per poi venire spostata sul collegamento Newcastle-Ijmuiden l'anno successivo.

Nel 2006 fu noleggiata alla Brittany Ferries, prendendo il nome di Pont l'Abbe e venendo impiegata tra Portsmouth e Cherbourg. Venduta a titolo definitivo alla compagnia francese nel 2007, nel novembre 2008 fu posta in disarmo a Saint-Nazaire e messa in vendita.

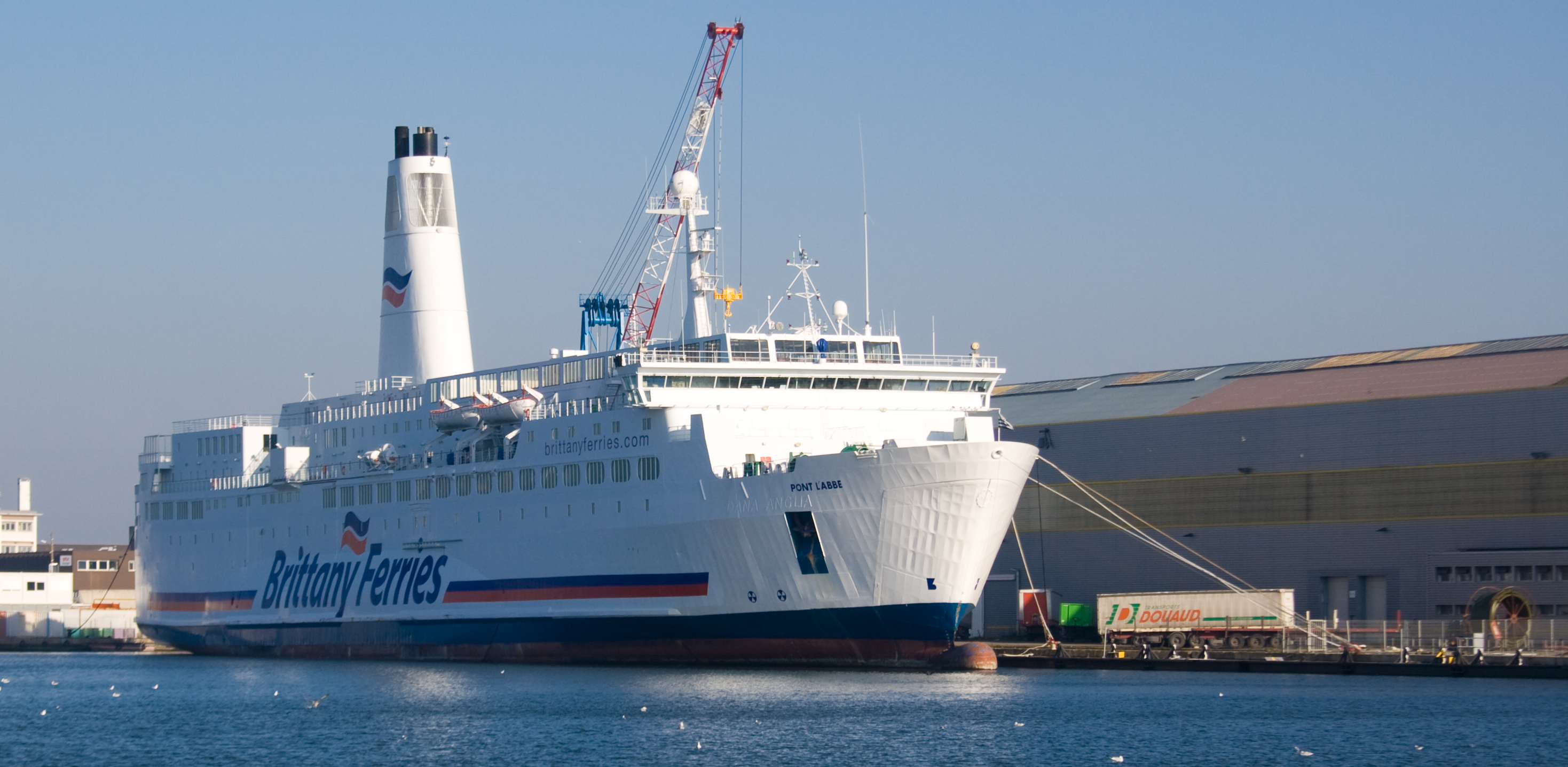
L'allora Pont L'Abbe in disarmo a Saint-Nazaire nel 2008.

Nel dicembre 2009 fu acquistata dalla Moby S.p.A. che gli diede il nome di Moby Corse. Dopo importanti lavori di ristrutturazione svolti a Napoli, la nave entrò in servizio a maggio 2010 sulla tratta Tolone-Bastia.

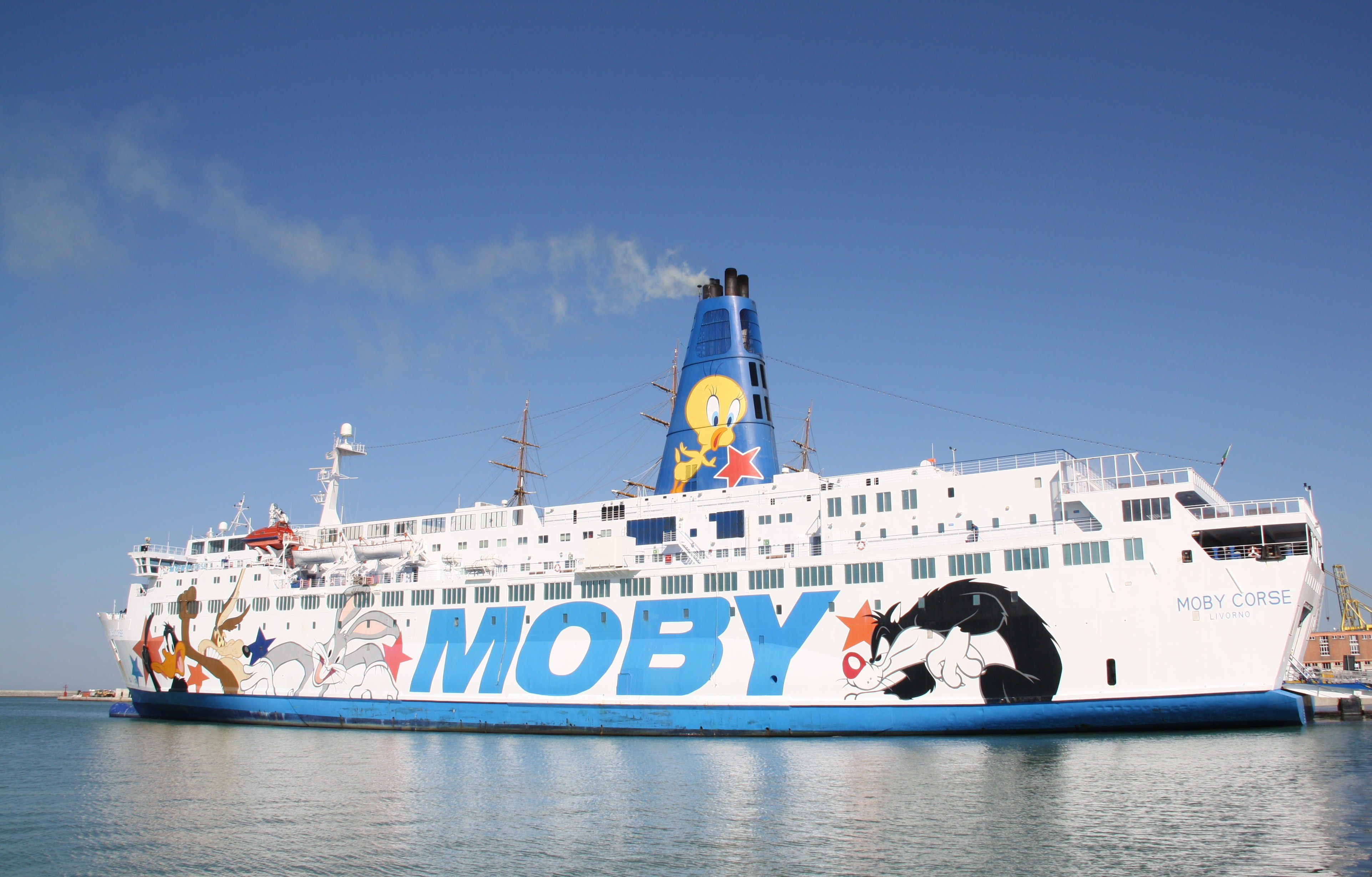
L'allora Moby Corse al Porto di Livorno

Nella stagione estiva 2011 la nave fu impiegata sulla rotta Civitavecchia-Olbia in sostituzione della Moby Fantasy. L'anno seguente la nave prese servizio sulla Genova-Porto Torres, effettuando anche sporadici viaggi verso Bastia nel mese di giugno. Alla fine dello stesso mese sostituì la Moby Drea sulla Genova-Olbia per un giorno a causa di un guasto ai generatori della Drea.
Nelle stagioni estive 2013 e 2014 la nave fu impiegata stabilmente sul collegamento tra Genova e Bastia. 
Nel 2014 la nave servì assieme alla Moby Vincent per sostituire temporaneamente la Moby Aki, avendo quest'ultima subito un'avaria ai motori ed essendo stata costretta alle riparazioni a Genova, sulla rotta Civitavecchia-Olbia-Livorno.
Nel settembre 2014 la nave fu noleggiata alla compagnia svedese SweOffshore, che la impiegò come nave-hotel ormeggiata a Esbjerg per i lavoratori alla wind-farm di Butendiek, costruita da Siemens Wind Power. La nave fu consegnata a Siemens il 3 ottobre e tornò in Italia nel maggio dell'anno seguente, riprendendo i collegamenti tra Genova e Bastia nella stagione estiva. 
Nel 2017 la nave fu in servizio tra Genova, Nizza, Livorno e Bastia.
Noleggiata da gennaio a marzo 2018 alla Tirrenia CIN sulla tratta Civitavecchia - Arbatax - Cagliari e viceversa, nella stagione estiva 2018 fu in servizio sulla rotta Genova-Bastia in coppia con la Moby Zazà mentre ad ottobre e novembre 2018 ha operato in notturna sulla Piombino - Olbia. Nel 2019 effettuò nuovamente la Genova - Bastia. La nave nel settembre 2020 fu messa in disarmo nel porto di Livorno. 
Il 20 dicembre 2020 entra sulla Civitavecchia -Arbatax - Cagliari per conto di Tirrenia CIN in coppia con la Moby Dada.
Il 29 dicembre 2020 a causa del termine del noleggio della nave Ariadne (tornata in Grecia poco dopo) venne spostata sulla Napoli - Cagliari - Palermo. 
Il 31 maggio 2021, dopo lo stop del collegamento Napoli - Cagliari - Palermo operato da Tirrenia CIN, tornò a Moby Lines.
Il 15 giugno 2021 la nave venne noleggiata a SNAV per coprire la rotta adriatica fra Ancona e Spalato durante tutta l'estate in sostituzione dell'Aurelia, noleggiata al Ministero dell'interno come nave quarantena per i migranti in Sicilia. Dopo alcuni lavori ai cantieri navali Palumbo di Malta parte il 20 giugno per Ancona senza il logo Moby sullo scafo arrivando due giorni dopo e prendendo servizio il 26 giugno. Tornata in Italia nell'agosto 2021 venne messa in disarmo nel porto di Livorno.
Il 18 maggio 2022 la nave venne nuovamente noleggiata a SNAV per tutta la stagione estiva dove partì per Ancona arrivando il 21 maggio. Il 25 maggio la nave riprende la rotta Ancona - Spalato. Terminato il noleggio a SNAV, la nave giunge a Livorno il 6 ottobre 2022 dove venne messa in disarmo.
Nella stagione 2023 è stata impiegata sulla Genova - Bastia. Da ottobre 2023 è in disarmo al porto di Livorno. Torna in servizio dalla mattina del 14 maggio fino al 29 maggio 2024 sulla Livorno - Bastia, dalla sera del giorno seguente passerà alla Genova - Bastia lasciando il posto al Moby Zazà.

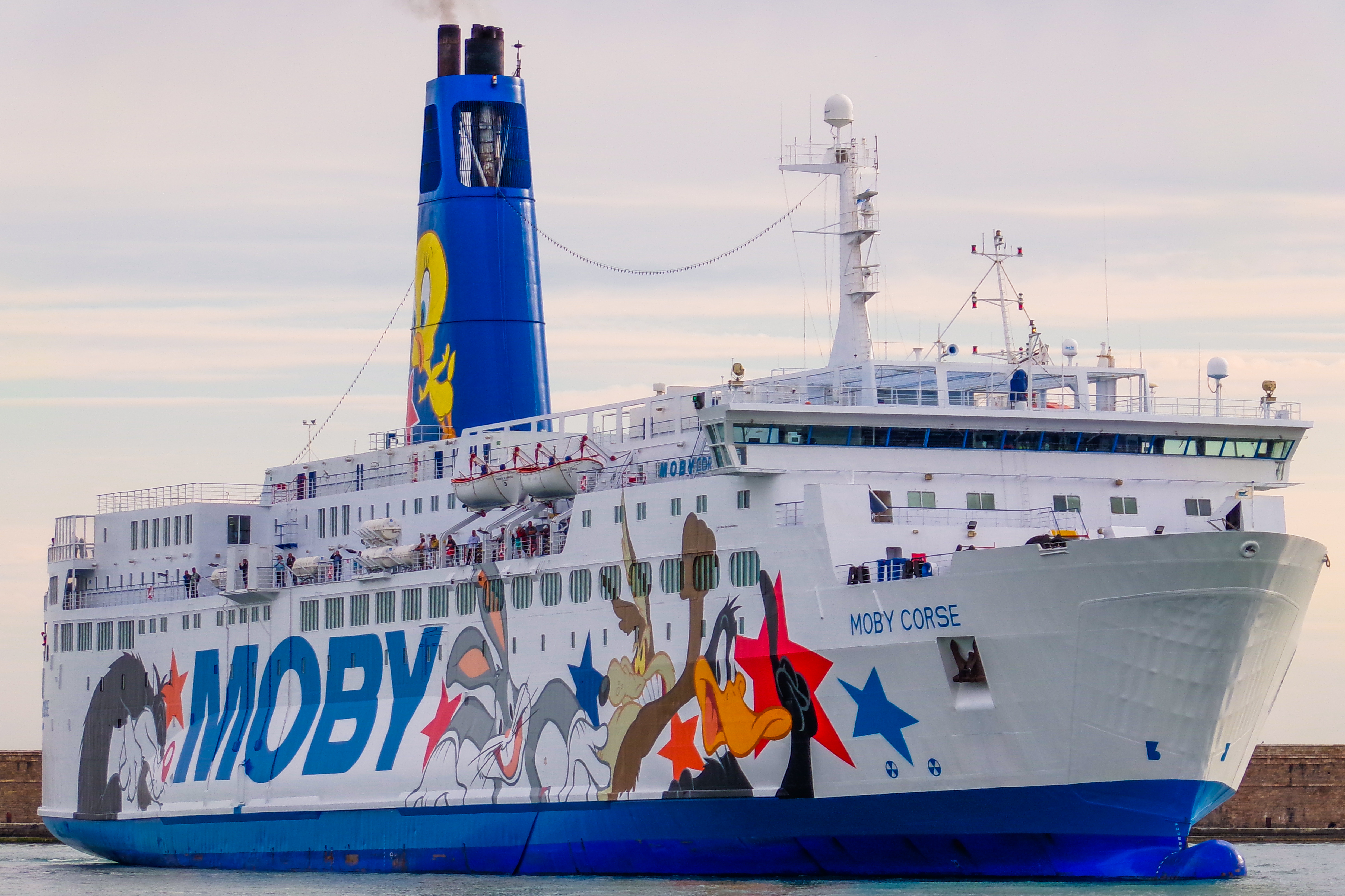
Il Moby Corse in arrivo a Livorno nel 2024.

Resta sulla Genova - Bastia fino al 27 luglio 2024 per poi prestare servizio dal 29 luglio all'8 settembre 2024 sulla Civitavecchia - Olbia in coppia con i traghetti Janas e Athara.
La nave è stata venduta ad agosto alla società italiana Ferrymed S.r.l. con sede a Vado Ligure ed è stata ribattezzata Santa Cruz.
Il 16 settembre 2024 ha effettuato la sua ultima traversata sulla Genova - Bastia e successivamente è stata consegnata al nuovo proprietario.
Attualmente si trova in disarmo nella zona dei cantieri delle Riparazioni Navali del porto di Genova.